# アルフレッド・ニューマン

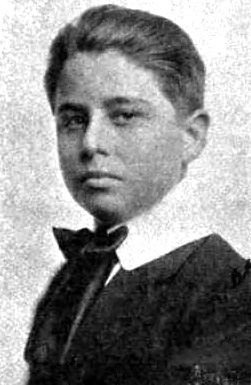
アルフレッド・ニューマン（1913年）

アルフレッド・ニューマン（Alfred Newman、1901年3月17日 - 1970年2月17日）は、アメリカ合衆国の映画音楽の作曲家。コネティカット州ニューヘイブン出身。

## 経歴
10人兄弟の長子として生まれる。5歳のときからピアノを弾き始め、家族を支えるためにレストランや劇場で演奏するようになる。20歳の時にニューヨークに移り、ブロードウェイで音楽監督として活躍するようになる。1930年にアーヴィング・バーリンと共にハリウッドに移り、映画音楽を手がけるようになる。
若き日からその才能を見出され、チャールズ・チャップリンから『街の灯』の作曲の依頼を受ける。さらに彼は、大プロデューサー、ダリル・F・ザナックの依頼で、20世紀フォックスのスタジオ・ロゴのためのファンファーレを作曲したことで知られ、その出来に大変満足され、現在でも使われている。その後、一時MGMに所属し、そこでも大プロデューサー、デヴィッド・O・セルズニックの依頼で彼のプロデュース・テーマを作曲し期待に応える。これは、MGMの不朽の名作『風と共に去りぬ』のオープニングで「タラのテーマ」の前に聞くことができる（SF大作『スター・ウォーズ・シリーズ』のサントラにおいて、のちにメインテーマの前に劇場さながらフォックスのファンファーレが収録される）。
また、20世紀フォックスで音楽部長として活躍し、晩年に『大空港』の音楽を作曲するなど、死の直前まで活動的であった。作品は第二次世界大戦時のニュース映画を含め、200本以上にのぼる映画音楽界の伝説の巨匠である。1937年から1970年まで、アカデミー賞に実に45回もノミネートされ、そのうち9回受賞した。特に1940年には、4作の映画でノミネートされている。

## 主なフィルモグラフィ
- 『ロビンソン・クルーソー』 - Mr. Robinson Crusoe (1932年)
- 『雨』 - Rain (1932年)
- 『秘密』 - Secrets (1933年)
- 『女優ナナ』 - Nana (1934年)
- 『巌窟王』 - The Count of Monte Cristo (1934年)
- 『麦秋』 - Our Daily Bread (1934年)
- 『レ・ミゼラブル』 - Les Misérables (1935年)
- 『シュヴァリエの巴里ッ子』 - Folies Bergère de Paris (1935年)
- 『踊るブロードウェイ』 - Broadway Melody of 1936 (1935年)
- 『孔雀夫人』 - Dodsworth (1936年)
- 『市街戦』 - Beloved Enemy (1936年) - 別題「吾が捧げし命」
- 『暗黒街の弾痕』 - You Only Live Once (1937年)
- 『歴史は夜作られる』 - History Is Made at Night (1937年)
- 『ステラ・ダラス』 - Stella Dallas (1937年)
- 『デッドエンド』 - Dead End (1937年)
- 『ゼンダ城の虜』 - The Prisoner of Zenda (1937年)
- 『ハリケーン』 - The Hurricane (1937年)
- 『世紀の楽団』 - Alexander's Ragtime Band (1938年)
- 『ガンガ・ディン』 - Gunga Din (1939年)
- 『ボー・ジェスト』 - Beau Geste (1939年)
- 『嵐ケ丘』 - Wuthering Heights (1939年)
- 『雨ぞ降る』 - The Rains Came (1939年)
- 『ノートルダムの傴僂男』 - The Hunchback of Notre Dame (1939年)
- 『モホークの太鼓』 - Drums Along the Mohawk (1939年)
- 『若き日のリンカン』 - Young Mr. Lincoln (1939年)
- 『怒りの葡萄』 - The Grapes of Wrath (1940年)
- 『海外特派員』 - Foreign Correspondent (1940年）
- 『ブリガム・ヤング』 - Brigham Young (1940年)
- 『怪傑ゾロ』 - The Mark of Zorro (1940年)
- 『ティン・パン・アレイ』 - Tin Pan Alley (1940年)
- 『西部の男』 - The Westerner (1940年)
- 『踊るニュウ・ヨーク』 - Broadway Melody of 1940 (1940年)
- 『血と砂』 - Blood ans Sands (1941年)
- 『わが谷は緑なりき』 - How Green Was My Valley (1941年)
- 『激闘』 - Son of Fury (1942年)
- 『純愛の誓い』 - This Above All (1942年)
- 『海の征服者』 - The Black Swan (1942年)
- 『聖処女』 - The Song of Bernadette (1943年)
- 『我が友フリッカ』 - My Friend Flicka (1943年)
- 『天国は待ってくれる』 - Heaven Can Wait (1943年)
- 『王国の鍵』 - The Keys of the Kingdom (1944年)
- 『ウィルソン』 - Wilson (1944年)
- 『ブルックリン横丁』 - A Tree Grows in Brooklyn (1945年)
- 『哀愁の湖』 - Leave Her to Heaven (1945年)
- 『ステート・フェア』 - State Fair (1945年)
- 『呪われた城』 - Dragonwyck (1946年)
- 『剃刀の刃』 - The Razor's Edge (1946年)
- 『荒野の決闘』 - My Darling Clementine (1946年)
- 『マザー・ウォア・タイツ』 - Mother Wore Tights (1947年)
- 『紳士協定』 - Gentleman's Agreement (1947年)
- 『征服への道』 - Captain from Castile (1947年)
- 『三十四丁目の奇蹟』 - Miracle on 34th Street (1947年) 音楽監督を担当
- 『哀しみの恋』 - Daisy Kenyon (1947年)
- 『殺人幻想曲』 - Unfaithfully Yours (1948年)
- 『愉快な家族』 - Sitting Pretty (1948年)
- 『鉄のカーテン』 - The Iron Curtain (1948年)
- 『都会の叫び』 - Cry of the City (1948年)
- 『蛇の穴』 - The Snake Pit (1948年)
- 『廃墟の群盗』 - Yellow Sky (1948年)
- 『日曜は鶏料理』 - Chicken Every Sunday (1949年)
- 『三人の妻への手紙』 - A Letter to Three Wives (1949年)
- 『海の男』 - Down to the Sea in Ships (1949年)
- 『ママは大学一年生』 - Mother Is a Freshman (1949年)
- 『ピンキー』 - Pinky (1949年)
- 『私も貴方も』 - Everybody Does It (1949年)
- 『狐の王子』 - Prince of Foxes (1949年)
- 『頭上の敵機』 - Twelve O'Clock High (1949年)
- 『折れた矢』 - Broken Arrow (1950年)
- 『イヴの総て』 - All About Eve (1950年)
- 『愛欲の十字路』 - David and Bathsheba (1951年)
- 『キリマンジャロの雪』 - The Snows of Kilimanjaro (1952年)
- 『ゼンダ城の虜』 - The Prisoner of Zenda (1952年)
- 『わが心に歌えば』 - With a Song in My Heart (1952年)
- 『レ・ミゼラブル』 - Les Miserables (1952年)
- 『聖衣』 - The Robe (1953年)
- 『私をマダムと呼んで頂戴』 - Call Me Madam (1953年)
- 『百万長者と結婚する方法』 - How to Marry a Millionaire (1953年)
- 『エジプト人』 - The Egyptian (1954年)
- 『ショウほど素敵な商売はない』 - There's No Business Like Show Business (1954年)
- 『七年目の浮気』 - The Seven Year Itch (1955年)
- 『慕情』 - Love Is a Many-Splendored Thing (1955年)
- 『足ながおじさん』 - Daddy Long Legs (1955年)
- 『回転木馬』 - Carousel (1956年)
- 『王様と私』 - The King and I (1956年)
- 『バス停留所』 - Bus Stop (1956年)
- 『追想』 - Anastasia (1956年)
- 『四月の恋』 - April Love (1957年)
- 『南太平洋』 - South Pacific (1958年)
- 『或る微笑』 - A Certain Smile (1958年)
- 『アンネの日記』 - The Diary of Anne Frank (1959年)
- 『フラワー・ドラム・ソング』 - Flower Drum Song (1961年)
- 『リバティ・バランスを射った男』 - The Man Who Shot Liberty Valance (1962年)
- 『西部開拓史』 - How the West Was Won (1962年)
- 『偉大な生涯の物語』 - The Greatest Story Ever Told (1965年)
- 『ネバダ・スミス』 - Nevada Smith (1966年)
- 『キャメロット』 - Camelot (1967年)
- 『ファイヤークリークの決斗』 - Firecreek (1968年)
- 『大空港』 - Airport (1970年)

## 受賞歴

### アカデミー賞
受賞
1939年 アカデミー音楽賞:『世紀の楽団』
1941年 アカデミー音楽賞:『Tin Pan Alley』
1944年 アカデミードラマ音楽賞:『聖処女』
1948年 アカデミーミュージカル音楽賞:『Mother Wore Tights』
1953年 アカデミーミュージカル音楽賞:『わが心に歌えば』
1954年 アカデミーミュージカル音楽賞:『Call Me Madam』
1956年 アカデミー劇・喜劇映画音楽賞:『慕情』
1957年 アカデミーミュージカル映画音楽賞:『王様と私』
1968年 アカデミー音楽賞:『キャメロット』
ノミネート
1938年 アカデミー作曲賞 『ハリケーン』、『ゼンダ城の虜』
1939年 アカデミー音楽賞:『華麗なるミュージカル』
1939年 アカデミーオリジナル音楽賞:『牧童と貴婦人』
1940年 アカデミー音楽賞:『ノートルダムの傴僂男』、『かれらに音楽を』
1940年 アカデミー作曲賞:『雨ぞ降る』、『嵐が丘』
1941年 アカデミー作曲賞:『快傑ゾロ』
1942年 アカデミードラマ音楽賞:『教授と美女』、『わが谷は緑なりき』
1943年 アカデミードラマ音楽賞:『海の征服者』
1943年 アカデミーミュージカル音楽賞:『My Gal Sal』
1944年 アカデミーミュージカル音楽賞:『Coney Island』
1945年 アカデミードラマ音楽賞:『ウィルソン』
1945年 アカデミーミュージカル音楽賞『Irish Eyes Are Smiling』
1946年 アカデミードラマ・コメディ音楽賞:『王国の鍵』
1946年 アカデミーミュージカル音楽賞:『ステート・フェア』
1947年 アカデミーミュージカル音楽賞:『Centennial Summer』
1948年 アカデミードラマ・コメディ音楽賞:『征服への道』
1949年 アカデミードラマ・コメディ音楽賞:『蛇の穴』
1949年 アカデミーミュージカル音楽賞:『When My Baby Smiles at Me』
1950年 アカデミー歌曲賞:『星は輝く』(『Through a Long and Sleepless Night』) ※作曲
1951年 アカデミードラマ・コメディ音楽賞:『イヴの総て』
1952年 アカデミードラマ・コメディ音楽賞:『愛欲の十字路』
1952年 アカデミーミュージカル音楽賞:『南仏夜話・夫は僞者』
1955年 アカデミーミュージカル音楽賞:『ショウほど素敵な商売はない』
1956年 アカデミーミュージカル映画音楽賞:『足ながおじさん』
1957年 アカデミー劇・喜劇映画音楽賞:『追想』
1959年 アカデミーミュージカル映画音楽賞:『南太平洋』
1960年 アカデミー劇・喜劇映画音楽賞:『アンネの日記』
1960年 アカデミー歌曲賞:『大都会の女たち』(『The Best of Everything』) ※作曲
1962年 アカデミーミュージカル映画音楽賞:『フラワー・ドラム・ソング』
1964年 アカデミー作曲賞:『西部開拓史』
1966年 アカデミー作曲賞:『偉大な生涯の物語』
1971年 アカデミー作曲賞:『大空港』

### ゴールデングローブ賞
ノミネート
1971年 作曲賞:『大空港』

## ニューマン・ファミリー
弟のエミール、ライオネル、息子のデヴィッド、トーマス、また甥のランディらも映画音楽の作曲家として活躍しており、「ニューマン・ファミリー」と総称されている。
|  |  | アルフレッド (1901年-1970年)     | アルフレッド (1901年-1970年)     | アルフレッド (1901年-1970年)     | アルフレッド (1901年-1970年)     | アルフレッド (1901年-1970年)     | アルフレッド (1901年-1970年)     |  |  | デヴィッド (1954年-) | デヴィッド (1954年-) | デヴィッド (1954年-) | デヴィッド (1954年-) | デヴィッド (1954年-) | デヴィッド (1954年-) |                    |
|  |  | アルフレッド (1901年-1970年)     | アルフレッド (1901年-1970年)     | アルフレッド (1901年-1970年)     | アルフレッド (1901年-1970年)     | アルフレッド (1901年-1970年)     | アルフレッド (1901年-1970年)     |  |  | デヴィッド (1954年-) | デヴィッド (1954年-) | デヴィッド (1954年-) | デヴィッド (1954年-) | デヴィッド (1954年-) | デヴィッド (1954年-) |                    |
|  |  | エミール (1911年-1984年)         | エミール (1911年-1984年)         | エミール (1911年-1984年)         | エミール (1911年-1984年)         | エミール (1911年-1984年)         | エミール (1911年-1984年)         |  |  | トーマス (1955年-)   | トーマス (1955年-)   | トーマス (1955年-)   | トーマス (1955年-)   | トーマス (1955年-)   | トーマス (1955年-)   |                    |
|  |  |                                  | エミール (1911年-1984年)         | エミール (1911年-1984年)         | エミール (1911年-1984年)         | エミール (1911年-1984年)         | エミール (1911年-1984年)         |  |  | トーマス (1955年-)   | トーマス (1955年-)   | トーマス (1955年-)   | トーマス (1955年-)   | トーマス (1955年-)   | トーマス (1955年-)   |                    |
|  |  | （アーヴィング） (1913年–1990年) | （アーヴィング） (1913年–1990年) | （アーヴィング） (1913年–1990年) | （アーヴィング） (1913年–1990年) | （アーヴィング） (1913年–1990年) | （アーヴィング） (1913年–1990年) |  |  | ランディ (1943年-)   | ランディ (1943年-)   | ランディ (1943年-)   | ランディ (1943年-)   | ランディ (1943年-)   | ランディ (1943年-)   |                    |
|  |  |                                  | （アーヴィング） (1913年–1990年) | （アーヴィング） (1913年–1990年) | （アーヴィング） (1913年–1990年) | （アーヴィング） (1913年–1990年) | （アーヴィング） (1913年–1990年) |  |  | ランディ (1943年-)   | ランディ (1943年-)   | ランディ (1943年-)   | ランディ (1943年-)   | ランディ (1943年-)   | ランディ (1943年-)   |                    |
|  |  | ライオネル (1916年-1989年)       | ライオネル (1916年-1989年)       | ライオネル (1916年-1989年)       | ライオネル (1916年-1989年)       | ライオネル (1916年-1989年)       | ライオネル (1916年-1989年)       |  |  | （ジェニファー）     | （ジェニファー）     | （ジェニファー）     | （ジェニファー）     | （ジェニファー）     | （ジェニファー）     |                    |
|  |  | ライオネル (1916年-1989年)       | ライオネル (1916年-1989年)       | ライオネル (1916年-1989年)       | ライオネル (1916年-1989年)       | ライオネル (1916年-1989年)       | ライオネル (1916年-1989年)       |  |  | （ジェニファー）     | （ジェニファー）     | （ジェニファー）     | （ジェニファー）     | （ジェニファー）     | （ジェニファー）     |                    |
|  |  |                                  |                                  |                                  |                                  |                                  |                                  |  |  |                      |                      |                      |                      |                      |                      | ジョーイ (1976年-) |
|  |  |                                  |                                  |                                  |                                  |                                  |                                  |  |  |                      |                      |                      |                      |                      |                      |                    |
|  |  |                                  |                                  |                                  |                                  |                                  |                                  |  |  | ジョー・フランク     |                      |                      |                      |                      |                      |                    |